# Paul Nehlen
Paul Nehlen (nacido el 9 de mayo de 1969) es un supremacista blanco estadounidense y candidato en las primarias republicanas para representante de Estados Unidos del primer distrito congresional de Wisconsin, que está siendo desocupado por Paul Ryan, presidente de la Cámara de Representantes. Este es su segundo intento de postularse para el cargo; a partir de abril de 2018 es considerado el candidato republicano más prominente para las elecciones de 2018 en el distrito. En febrero de 2018, después de una serie de tuits racistas y antisemitas, fue suspendido permanentemente o expulsado de Twitter. El Partido Republicano de Wisconsin ha cortado los lazos con Nehlen, diciendo que sus "ideas no tienen lugar en el Partido Republicano".
Un artículo de abril de 2018 de The Daily Beast declaró que Nehlen se estaba convirtiendo en uno de los nacionalistas blancos más influyentes y famosos de Estados Unidos.

## Primeros años
Nehlen nació en Ohio, y ha vivido en Delavan, Wisconsin desde 2014. Su carrera empresarial ha incluido periodos en Deltech Engineering / United Dominion Industries y SPX Corporation, y sirvió hasta 2016 como Vicepresidente Senior de Operaciones en Neptune-Benson LLC, una subsidiaria de Evoqua Water Technologies. Es titular de varias patentes relacionadas con el filtrado y los métodos de fabricación, y registró en 2014 una entidad consultora, Blue Skies Global LLC, que no parece haber realizado ningún negocio hasta la fecha. Nehlen fue miembro de la junta asesora de la Región del Medio Oeste de Operation Homefront hasta 2016, y está casada con Gabriela Lira. No tienen hijos propios, pero Nehlen tiene dos hijos mayores de un matrimonio anterior.

## Vistas

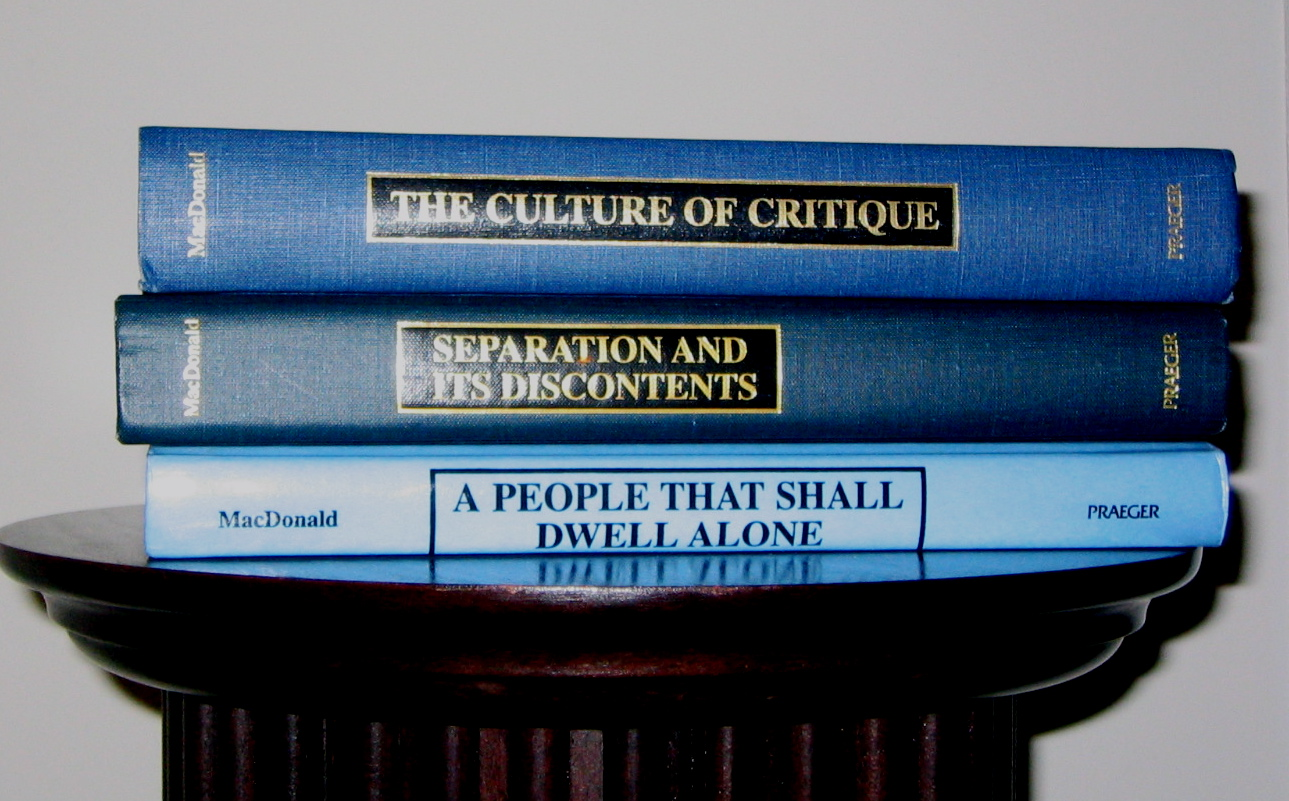
La cultura de la crítica

Nehlen tiene un punto de vista de ultraderecha, nacionalista blanco y antisemita. Ha utilizado memes nacionalistas blancos para difundir su mensaje. Originalmente estaba respaldado por Steve Bannon. Nehlen respaldó al republicano Roy Moore en la elección especial del Senado de Alabama en 2017.
El 14 de diciembre de 2017, la campaña de Nehlen publicó una declaración en la que pedía una ley federal que prohibiera a las grandes empresas de medios sociales censurar o restringir la "expresión legal" en sus plataformas. La propuesta de ley de Nehlen incluye multas de $500,000 por cada violación. Los partidarios de Nehlen han utilizado el hashtag #ShallNotCensor online para mostrar su apoyo a esta posición. Las limitaciones a la "expresión lícita" incluirían "No publicar la dirección residencial no pública, el número de teléfono o la dirección de correo electrónico de ningún individuo sin su consentimiento". Sin embargo, la campaña de Nehlen ha publicado direcciones privadas de teléfono y de correo electrónico sin su consentimiento en el sitio web y luego tuiteó un enlace a ellas.
Nehlen usa a menudo el eslogan: "Está bien ser blanco".

### Sobre los judíos
En Twitter, sugirió a Ari Cohn que se convirtiera al cristianismo para "llenar un agujero en forma de Jesús" dentro de él. Paul Nehlen dijo que estaba leyendo La cultura de la crítica (1998) y la describió como "sobresaliente hasta ahora". Llamó a John Cardillo y Kurt Schlichter "shekels-for-hire" y publicó un tuit con el eslogan antisemita "Los gentiles saben" (haciendo referencia a una teoría popular sobre una supuesta conspiración judía). En un texto que escribió al Washington Post, Nehlen afirmaba: "Rechazo que me llamen supremacista blanco, porque está claro que pro-blanco no es supremacía blanca a menos que pro-judío sea supremacía judía".

### Sobre el asesinato de opositores políticos
Nehlen también publicó en Twitter una foto de Paul Ryan y Randy Bryce siendo bajados de un helicóptero, una referencia a los vuelos de la muerte, un método de ejecutar a los oponentes políticos. Las respuestas a este mensaje incluyeron memorias de la huida de la muerte del expresidente chileno Augusto Pinochet (cuyo régimen mató a más de 100 personas por este método) y de la rana Pepe.

### Tuit sobre Meghan Markle
El 9 de febrero de 2018, en respuesta a las afirmaciones de que los británicos prehistóricos probablemente tenían la piel oscura, Nehlen tuiteó una imagen del príncipe Harry con una reconstrucción de un británico prehistórico de piel oscura superpuesta sobre su prometido birracial Meghan Markle, con las palabras "Cariño, ¿esta corbata hace que mi cara parezca pálida?". Nehlen fue suspendido posteriormente de Twitter, lo que Nehlen describió como una violación de su libertad de expresión.

### Sobre el asesinato de inmigrantes
A fines de febrero de 2018, participó en el programa de radio del exlíder del Ku Klux Klan, David Duke, y declaró que la cerca fronteriza propuesta por Trump debería incluir torretas automáticas. Nehlen declaró que cualquier inmigrante mexicano que se acerque a la frontera estadounidense debería "ser tratado como un combatiente enemigo". Hombre, mujer o niño".

### Sobre Israel y los cristianos evangélicos
Nehlen también se presenta en una plataforma intensamente antiisraelí, culpando al apoyo republicano a los cristianos evangélicos y a los judíos.

### Oposición a Donald Trump
También es un crítico de la presidencia de Donald Trump, calificándolo de "pelotazo" y de fracaso.

### Supuesto doxing de las facciones de la alter-derecha
En abril de 2018, Nelhen supuestamente engañó a personas de otros derechos a las que consideraba demasiado moderadas, dispuestas a transigir o poco dispuestas a emprender acciones callejeras militantes.

## Carrera política
Recibió el respaldo de Breitbart News y de personas como Laura Ingraham y Sarah Palin para su candidatura en las primarias del primer distrito congresional de Wisconsin en 2016. Fue derrotado, obteniendo el 16% de los votos contra Paul Ryan con el 84% de los votos. Cuando publicó una papeleta el día de las elecciones, la policía del pueblo de Delavan dijo que había cometido fraude electoral, un delito grave de clase I. La policía dijo que deliberadamente retrasó una investigación haciendo un restablecimiento de fábrica en el teléfono y borrando la tarjeta SIM. El asistente del fiscal de distrito Haley Johnson dijo que la autoproclamación de la boleta electoral era "técnicamente una violación" de la ley, pero decidió no emitir cargos criminales, afirmando que Nehlen había "publicado ignorantemente la imagen para llamar la atención sobre su candidatura", y no comprar votos. Johnson escribió: "Es desafortunado que el Sr. Nehlen mostrara tan poca consideración por una investigación policial."
Nehlen corre de nuevo en 2018 para reemplazar a Paul Ryan, esta vez con Nick Polce también en la carrera por las primarias republicanas de 2018. Fue apoyado por Steve Bannon hasta la derrota de Roy Moore, ahora denunciada por Breitbart. El 27 de diciembre de 2017, el asesor de Bannon, Arthur Schwartz, dijo que Nehlen está "muerto para nosotros". El editor principal de Breitbart, Joel Pollak, dijo: "No lo apoyamos". El 27 de diciembre, Pollak tuiteó que Breitbart no había cubierto a Nehlen en meses. Sin embargo, tan recientemente como el 18 de diciembre, había sido invitado especial en el programa de radio Whatever It Takes de Curt Schilling; Schilling expresó inequívocamente su apoyo a Nehlen. Callum Borchers del Washington Post dijo que "el movimiento de Breitbart es cálculo político" porque "necesita alinearse con políticos que puedan ganar para ayudar a recuperar la apariencia de influencia que dañó la derrota de Moore".
El 13 de febrero de 2018, el portavoz del Partido Republicano de Wisconsin, Alec Zimmerman, dijo: "Nehlen y sus ideas no tienen lugar en el Partido Republicano". El presidente de la Asamblea de Wisconsin, Robin Vos, dijo: "Me parece que es un intolerante racista". El portavoz de la campaña de Ryan, Kevin Seifert, dijo: "Hace tiempo que está claro que Paul Nehlen tiene opiniones intolerantes". Nehlen respondió: "Soy miembro del Partido Republicano sin importar lo que crean sus traidores y cobardes apparatchiks", y añadió que su agenda debería ser "la pieza central del Partido Republicano".

## Historia electoral
| Republican | Paul Ryan   | 57,364 | 84.06% |
| Republican | Paul Nehlen | 10,864 | 15.92% |
| Scattering | N/A         | 15     | 0.02%  |
| Total      | 68,243      | 100%   |        |